# Palacio de la Asamblea de Melilla
El palacio de la Asamblea, anteriormente Palacio Municipal, a veces denominado Ayuntamiento es un edificio art decó del Ensanche Modernista de la ciudad española de Melilla, sede de la Asamblea de Melilla. Emplazado en la plaza de España, en el Ensanche Modernista forma parte del Conjunto Histórico Artístico de la Ciudad de Melilla, un Bien de Interés Cultural.

## Historia

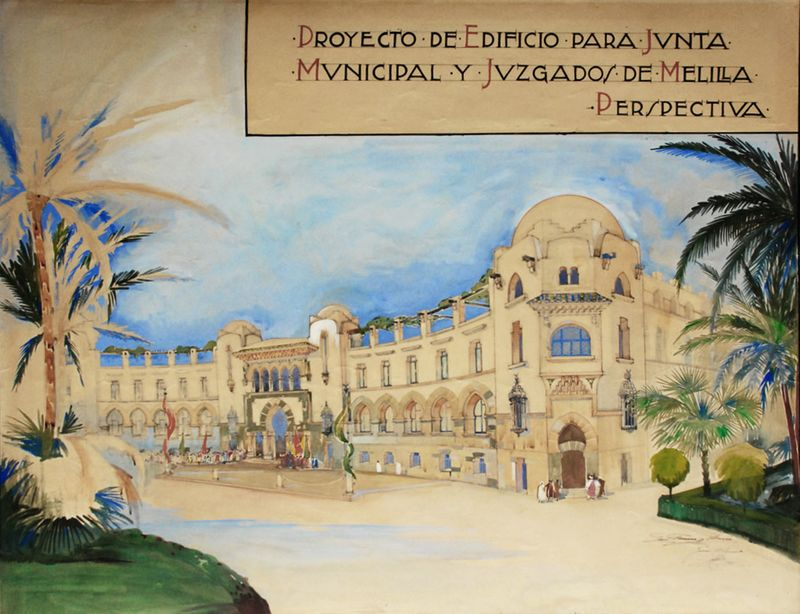
Proyecto de Luis Ferrero y Joaquín Mª Fernández Cabello
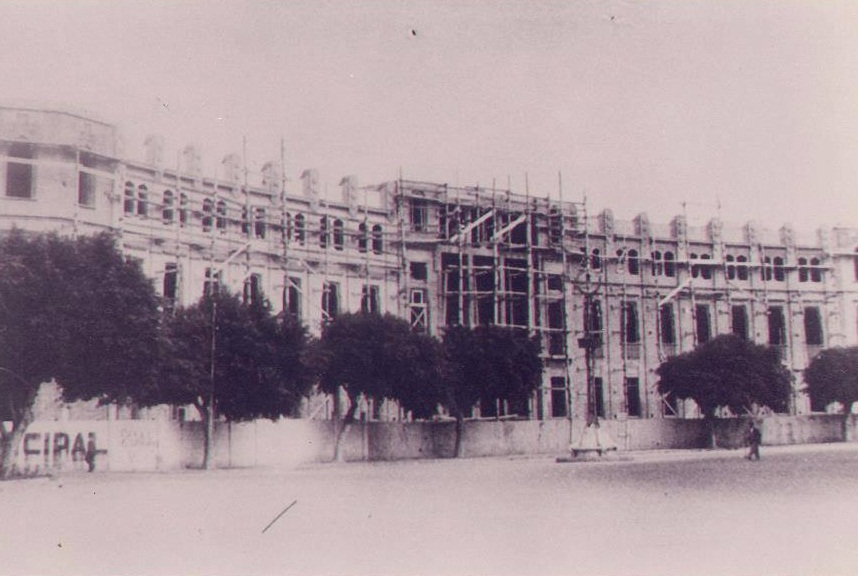
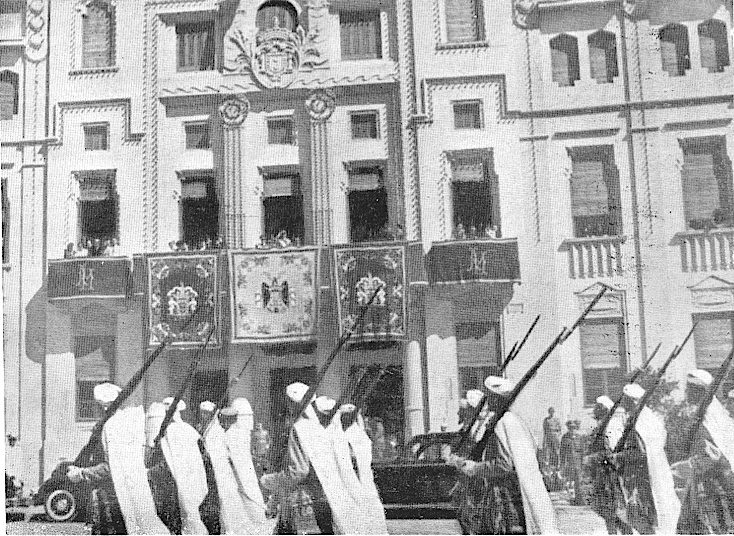

Emplazado en el solar más destacado de Melilla, en la que se pensó construir la Comandancia General, según proyecto primero del ingeniero militar Mariano Campos Tomás publicado en la revista La Construcción Moderna en 1922, que inspiraría la Residencia de Oficiales o la balconada del Edificio de la Comandancia General de Melilla, o el anteproyecto del ingeniero militar Juan García San Miguel y Uría de abril de 1923, pero la idea no llegó a buen puerto.
Al constituirse la Junta Municipal, en noviembre de 1929 se convocó el concurso para construir el palacio municipal, dictando las bases el arquitecto municipal Mauricio Jalvo Millán el 23 de febrero y siendo reformadas el 20 de noviembre por Sanbar en la redacción final, interesando a numerosos estudios de arquitectos, que solicitaron la prórroga del plazo de presentación, que expiraba a finales de abril de 1930, pero no se admitió. Mauricio Jalvo realizó el primer informe el 28 de agosto de 1930 y el 23 de septiembre De las Cuevas, Azcárae y Rius, la comisión, dictaminó fuera de concurso el anteproyecto de Tomás Mur, se rechazó el de Manuel Cárdenas, Ignacio Zulueta y Gonzalo Cárdenas, y se concedió un accesít al de Manuel Muñoz Monasterio y Mariano Rodríguez Orgaz, Art decó logrando el resto tres segundos de 6.000 ptas, pues se declaró desierto el primer premio de 12.000 ptas, Javier Barroso y Felipe López Delgado, neoárabe colonial, Luis López y López, ecléctico casicista, y el de Luis Ferrero y Joaquín Mª Fernández Cabello, neoárabe, más adecuado por el inventor. Esta decisión es ratificado por la Permanente y decretada por Lóbera el 13 de octubre de 1930.
Todo quedó en suspenso hasta enero de 1932 que se pensó acometer la obra, porque la comisión propuso a Ferrero y Fernández Cabello que fuesen a Melilla para modificar el proyecto, siendo entregada la revisión en abril con los honorarios y gastos, que le parecieron excesivos al Ayuntamiento, que decidió que fuera adaptado por Enrique Nieto y Nieto, y ante esto, Ferrero y Fernández en noviembre de 1932, se quejan acusando a Nieto de infringir la ley de Propiedad Intelectual así como los Estatutos de los Colegios Oficiales de Arquitectos, aprobados en junio de 1931, comunicando esta actuación a la Junta de Depuración Personal de Colegios de Arquitectos, argumentando que su proyecto no lo puede llevar ni dirigir otro arquitecto mientras no se les abonen los honorarios, aunque la condición 11 del concurso indicaba que los proyectos ganadores quedarían de propiedad de la Junta Municipal, que podría encargar la dirección y ejecución a quien quisiera.
Para finalizar el impasse y empezar la obra que contribuiría a paliar el paro obrero de Melilla, la comisión de Fomento recomendó que si no se podía adaptar el proyecto, ya que debería estar últimado entre junio y julio de 1932, se hiciese otro de acuerdo con las posibilidades económicas del momento, siendo realizado este por Enrique Nieto, basándose en el proyecto de Ferrero y Fernández, siendo aprobado el 12 de enero de 1934. Al quedar desiertos lo concursos para su construcción, el 17 de mayo de  1935 se decide construir el edificio por la Administración, por etapas con los presupuestos anuales, por una comisión ejecutiva. El 8 de julio de 1935 se derriban las verjas y muros que cercan el solar, calculando en septiembre de 1935 los cimientos Nieto, en los inicios de 1936 se acuerda anunciar un nuevo concurso para las obras, pera el mes antes se inicia la Guerra Civil Española que paralizo su construcción.
La primera piedra se colocó el 16 de diciembre de 1938 gracias a una anticipo del Alto comisario de España en Marruecos, en septiembre de 1940 se acuerda un préstamo, realizado en octubre, en noviembre se presenta el proyecto de las losas de cimentación, y en diciembre la documentación gráfica del resto, entre finales de 1942 y 27 de marzo de 1943 se cimenta, con problemas en el suministro de cemento, así como en el de hierro, pues Andrés Alcaraz Márquez rescindirá el contrato de construcción al no haber hierro, aún con la autorización por parte de la Dirección General de Arquitectura de emplear una estructura metálica, siendo adjudicadas las obras otra vez a Construcciones Lamseal, aunque al falta de hierro obliga a sustituir este por el hormigón armado, con proyecto del arquitecto de caminos Daniel Lambea, estudiado por Alejandro Blond González. Nieto se jubila en octubre de 1948 y pide continuar con las obras, siéndole concedido el 15 noviembre de ese año la posibilidad de continuar su labor hasta el 31 de mayo de 1949, si bien los trabajos, remates finales no se terminan hasta finales de 1949, siendo el 13 de octubre visitado.
A principios de 1948 Nieto diseño una cristalera, la solería del Salón Dorado y las balaustradas del Hall, reformado en noviembre de ese año. Ramos realiza unos bocetos de frescos para el techo del Salón Dorado y el mobiliario es adjudicado a la Casa Palmer.
El edificio fue inaugurado el 29 de marzo de 1950 a las 7 de la tarde por el comandante general de Melilla, Galera Paniagua, y el alcalde de la ciudad, Rafael Álvarez Claro, además de bendecido por el vicario arcipreste Antonio Segovia, siendo denominado "Timbre de Gloria para Melilla".
El 6 de enero de 1967, a las 11:45 el alcalde Francisco Mir Berlanga inauguró su reloj, con carillón, Indapel, que es sustituido por otro reloj digital de la Casa Monclús por Francisco Gómez de la Casa el 28 de octubre de 1992, con el Himno de España, el Himno de La Legión y Banderita, mientras en el 2008 se sustituye el mecanismo del carillón
En 1975 se construyeron las aulas de la Universidad Nacional de Educación a Distancia sobre la azotea del ala sur, reformada para oficinas en 1986 por el arquitecto municipal Fernando Moreno tras el traslado de las aulas al antiguo Colegio del Buen Consejo, y en 1995 la empresa Antonio Moreno instala una nueva iluminación exterior a la vez que se restauraron las fachadas, terminadas el 10 de abril de 1995, cambiándose los colores, que en 2011 se recuperaron en otra restauración exterior, mismo año en que se reforma la Dirección General de la Sociedasdad de la Información, con su Centro de Procesamiento de Datos, en la planta baja del ala norte. EL 22 de octubre de 2014 se colocó el retrato de Felipe VI, en sustitución del rey emérito Juan Carlos I en el Salón de Plenos
El terremoto del 25 de enero de 2016 lo dejó bastante afectado, dañando gravemente los torreones, en especial el sur que se temió que hubiera que ser demolido, con lo que fue consolidado provisionalmente tapiando sus ventanas y más tarde asegurado con una estructura exterior hasta que fueron rehabilitados definitivamente><, mientras en el interior el salón de planos sufrió leves desperfectos, siendo el más importante una grieta en la pared sur que por poco provoca que la fotografía de Felipe VI se caiga, con lo que el 2 de febrero sus bancadas fueron trasladadas al Salón Dorado de donde volvieron el 20 de abril tras terminar las obras, y entre octubre del 2017 y abril del 2018 se restaura el gran hall, donde el refuerzo de las columnas de la planta baja había destruido su revestimiento de mármol y estos se recuperaban, así como se reforzaban las columnas de la planta alta, se restauran y mejoran las vidrieras y se renovaban las solerías de su interior y del exterior de la entrada, dañadas por la instalación de los contrapesos del soporte estructural de emergencia de las torres, que también daña varios proyectores lo que lleva junto al provechamiento las nuevas innovaciones técnica para el ahorra energético a que el 20 de julio de 2017 se inauguró la nueva iluminación exterior.
No obstante, la parte más afectada, la segunda planta del ala norte no fue interiormente reconstruida entre agosto del 2017 y abril del 2018, derribándose la escalera del conserje, consolidándose la escalera norte, restaurando la parte norte del patio, afectada tanto por el tiempo, la falta de mantenimiento, como por el seísmo, construyéndose nuevos baños y demoliéndose el del presidente muy afectado, junto a parcheos estéticos en la planta principal por los orificios de las catas, mientras en febrero se anunciaban las obras en el ala sur, que se iniciarían tras el traslado de sus ocupantes al ala norte.

## Descripción
Está construido con una estructura con pilares de hormigón, muros de ladrillo macizo y bovedillas del mismo ladrillo sobre vigas de hierro. Consta de planta baja, principal y segunda, su planta es pentagonal.

### Exterior

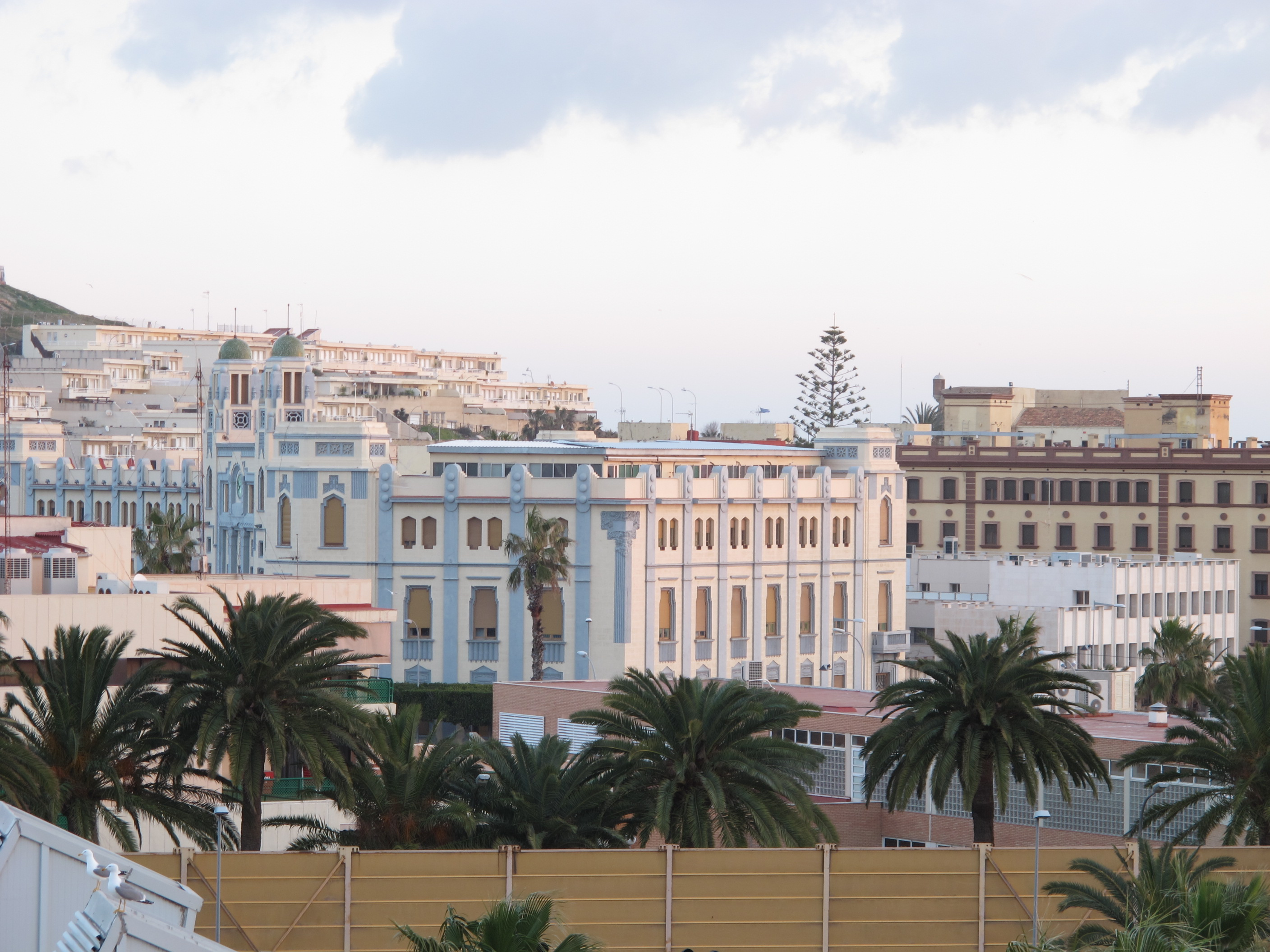
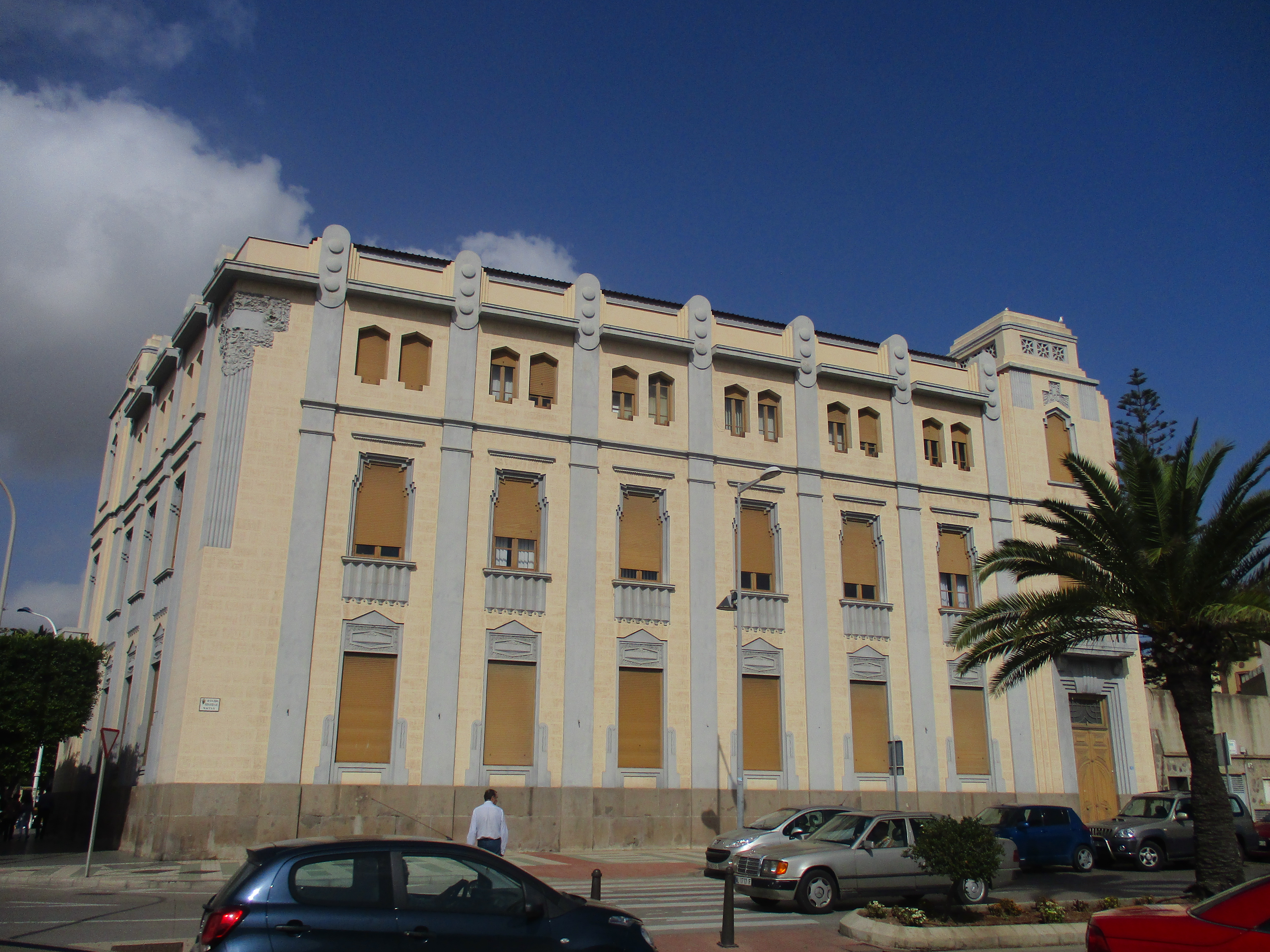
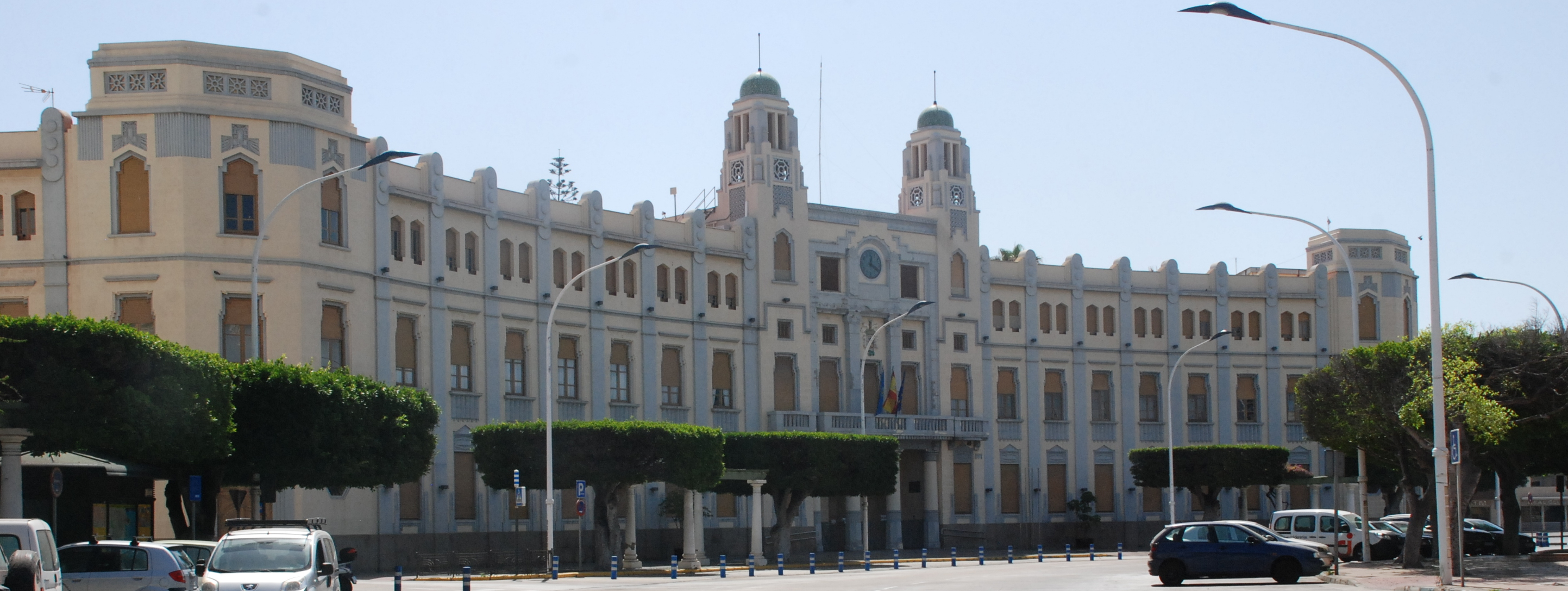

Es de estilo art decó, con tendenencia al secesionismo, las torres derivan del Palacio Stoclet y las molduras de la obra de Eduard Ferrés i Puig y de la Casa Ferran Guardiola de Barcelona, en una disposición muy clásica, canónica, casi siguiendo el modelo de otros palacios municipales eclécticos, pues se basaba basado en el proyecto de Luis Ferrero y Joaquín Mª Fernández Cabellola, con una torre en cada esquina y dos torrecillas terminadas en cupulines flanqueando la entrada principal, con un porche con dos columnas poligonales que sustentan una balconada abaluastrada y que da paso a tres puertas. Esta esta en su fachada principal, en el lado mayor del edificio, a la plaza de España y adaptado a su curvatura. Las fachadas cuentan con una planta baja que dispone de  basamento de piedra altas, ventanas protegidas con persianas de color marrón con complicadas molduras sobre su arquitrabe que dan pasos a las de la principal, con unas molduras no tan complicadas, y de allí a las díforas de la última, con pilastras con curiosos coronamientos de tres círculos en vertical.

### Interior
Es art decó, con un impresionante vestíbulo principal, con dos escaleras gemelas a sus lados que llevan a galerías sustentadas con columnas y un lucernario con una vidriera en el techo, un curioso Salón de Sesiones, la Sala Verde, la Sala de Visitas y un gran Salón de Dorado neobarroco.

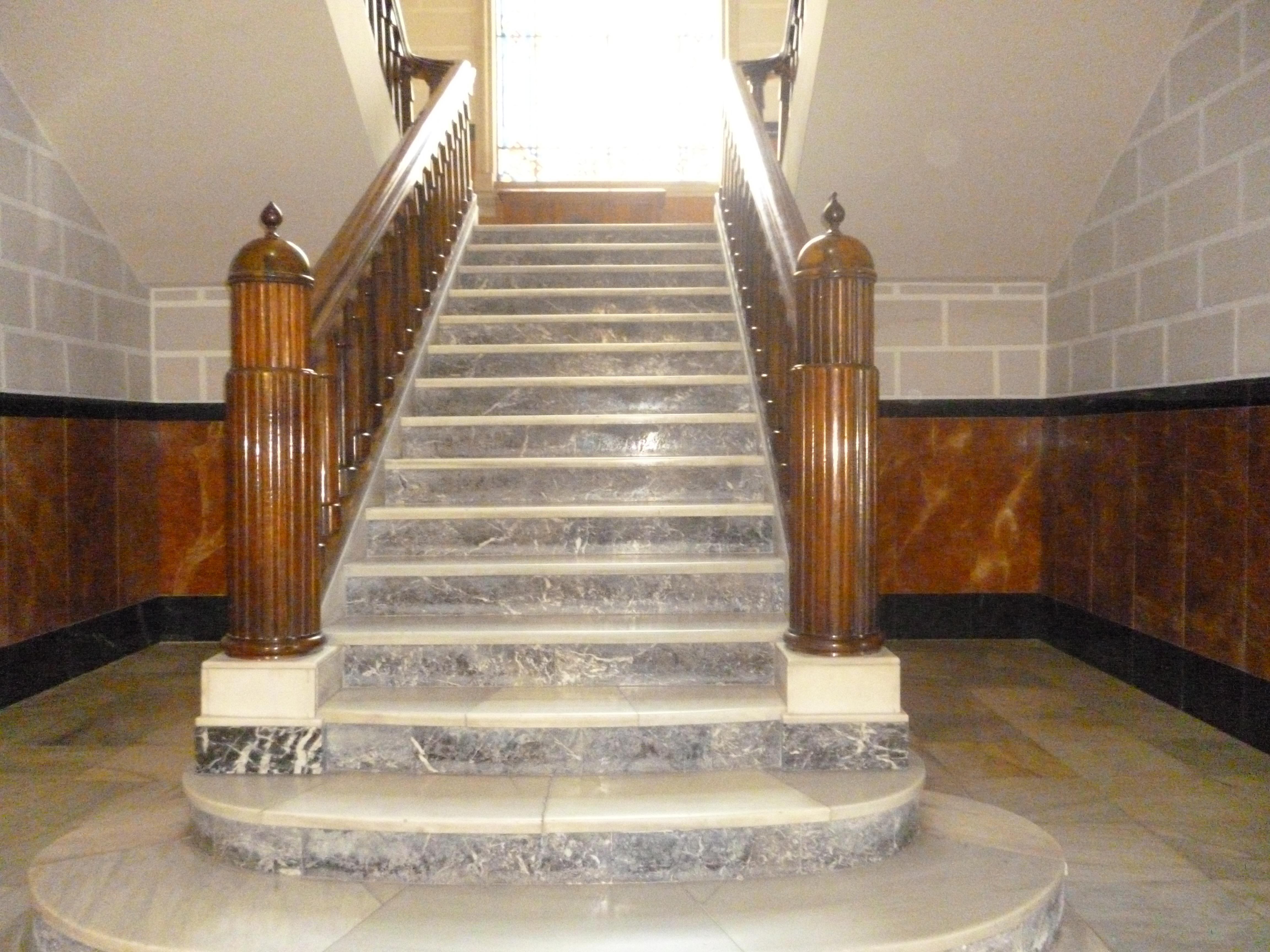
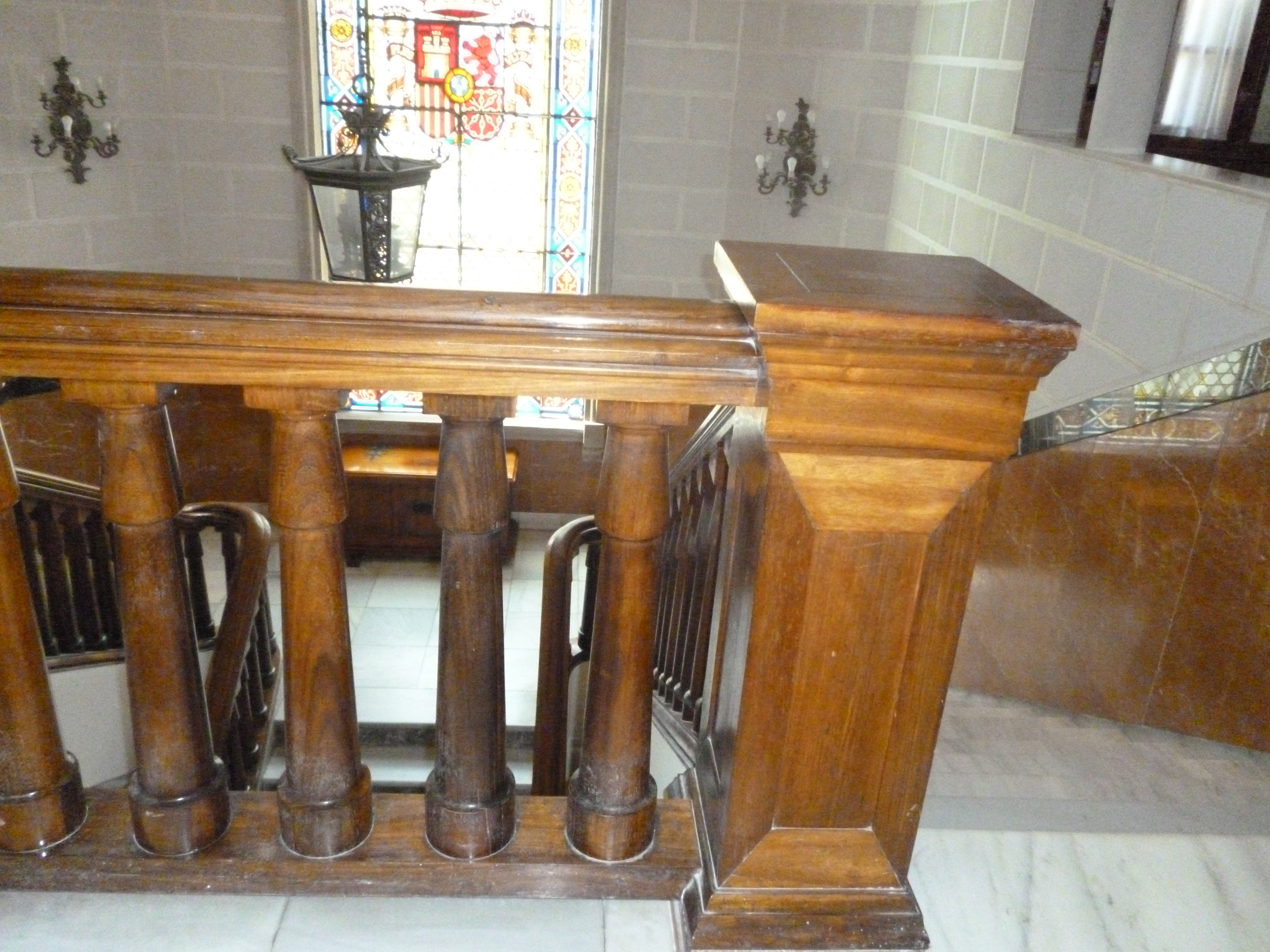
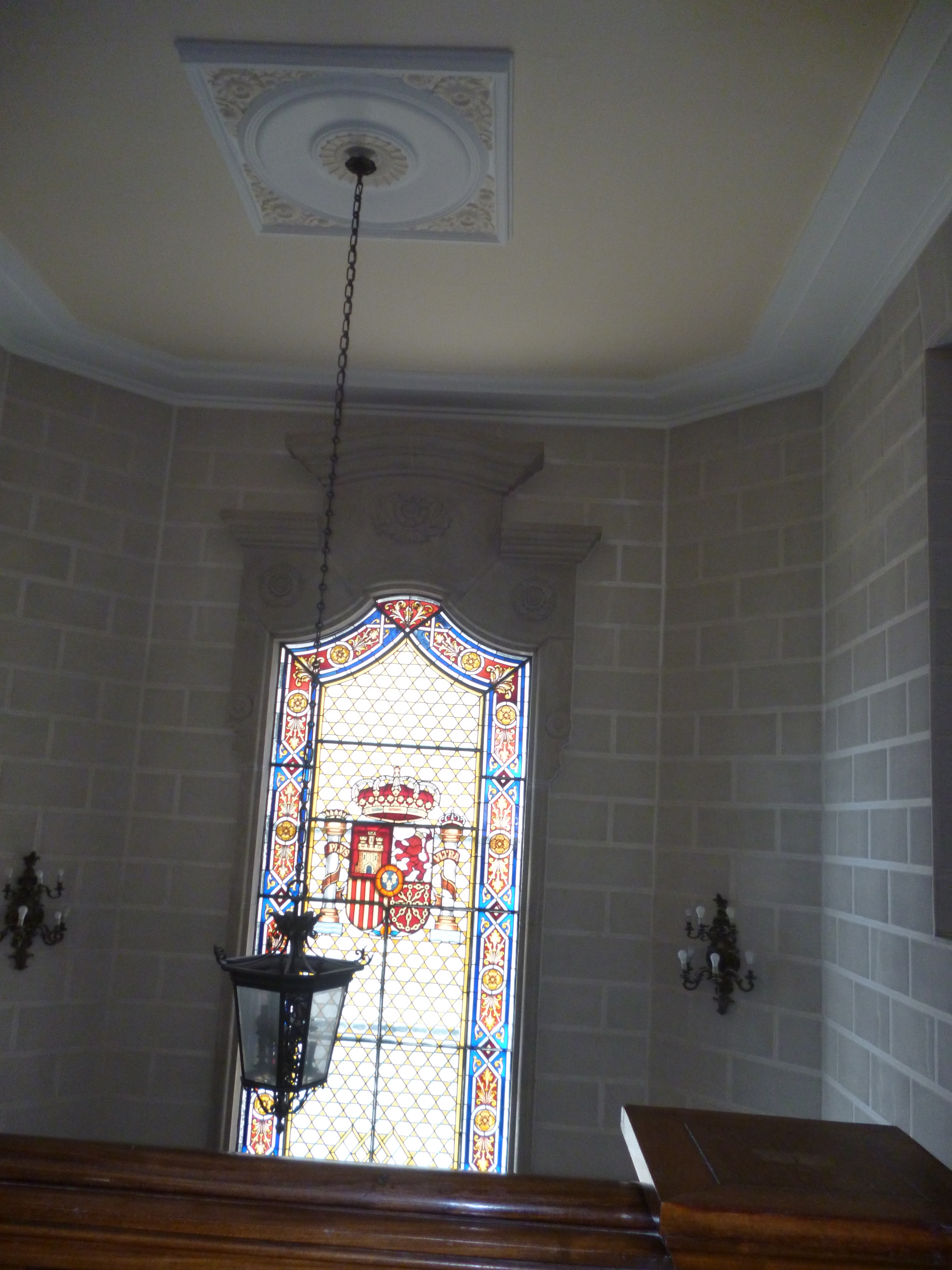
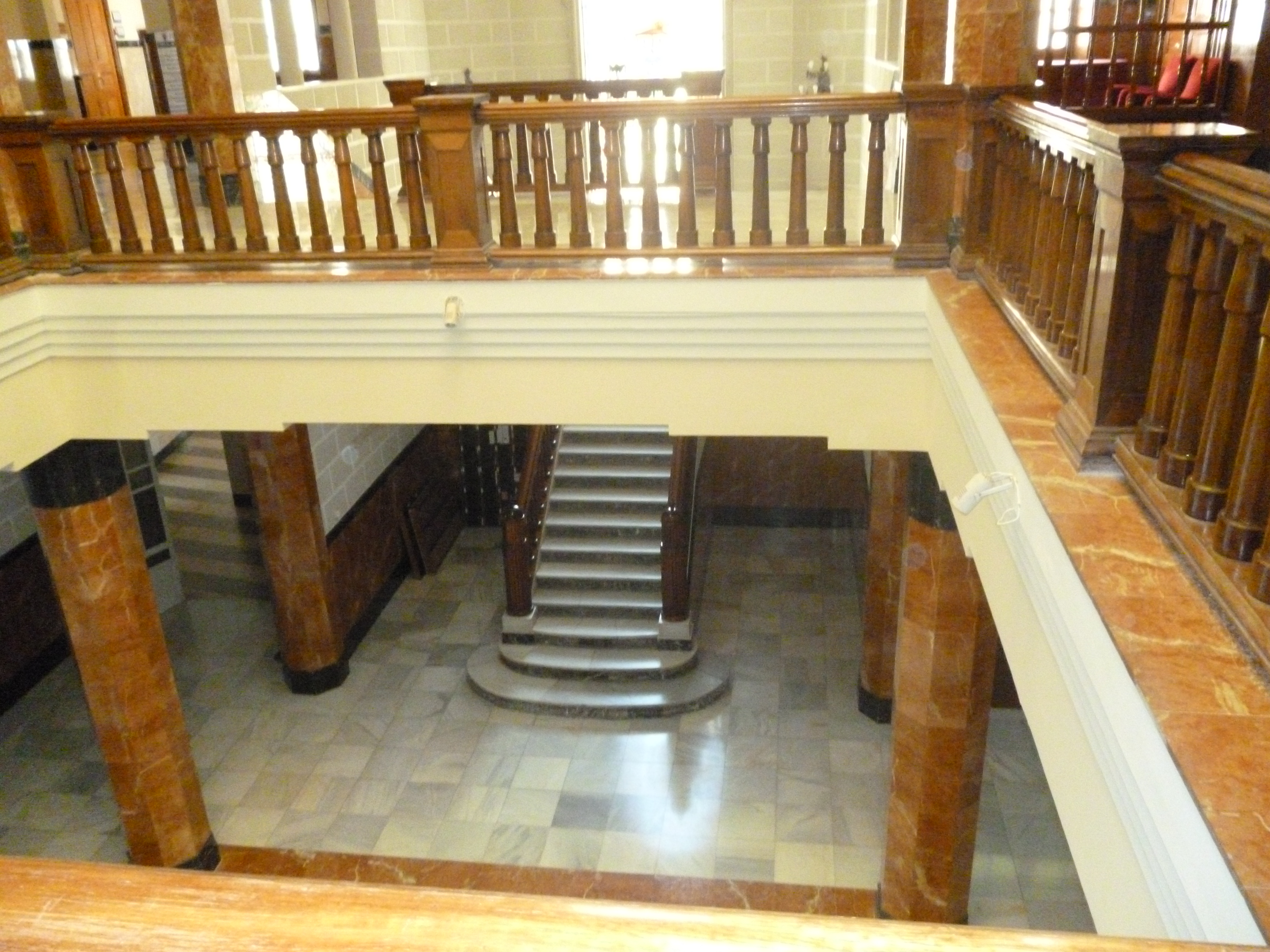
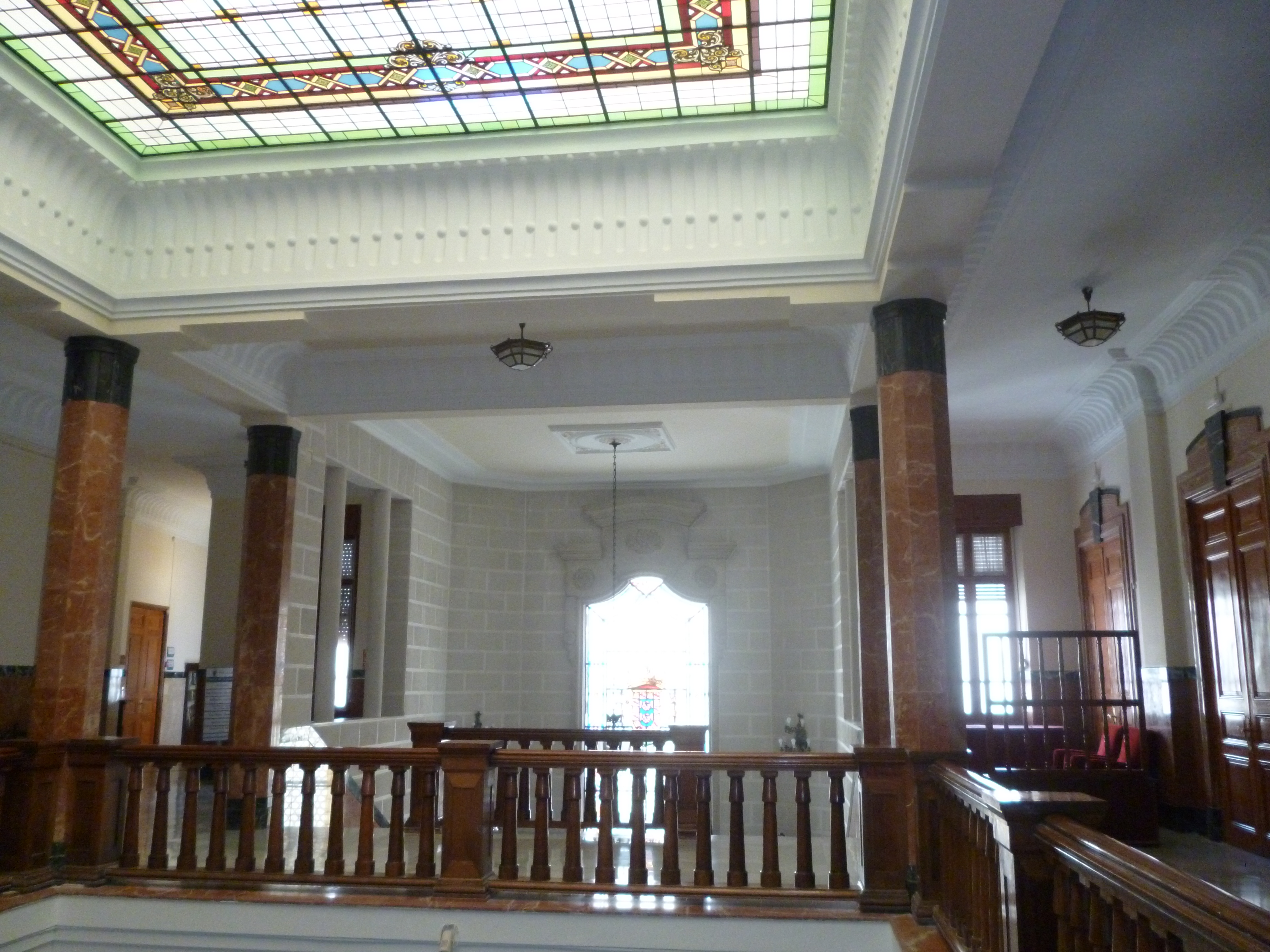
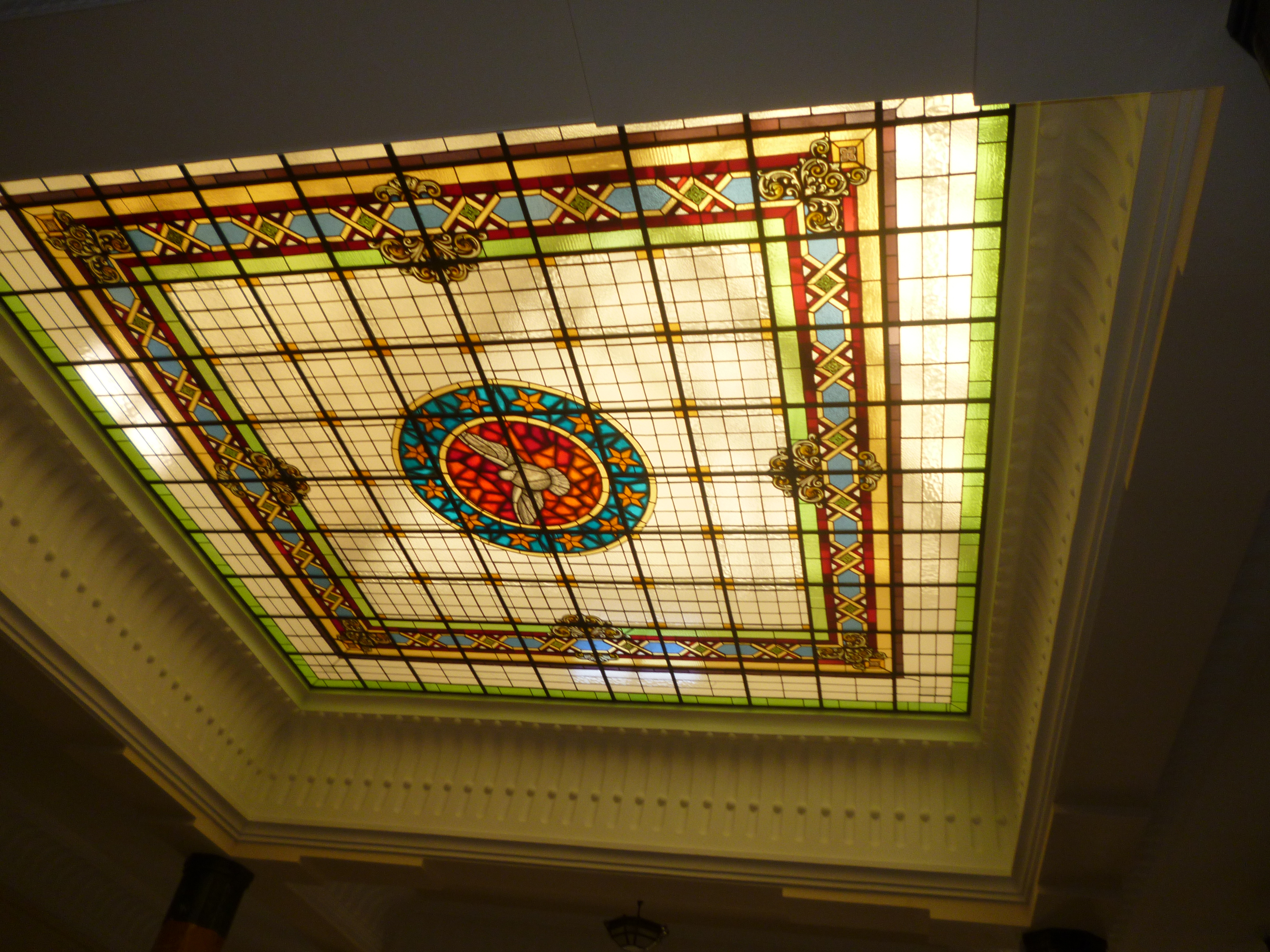
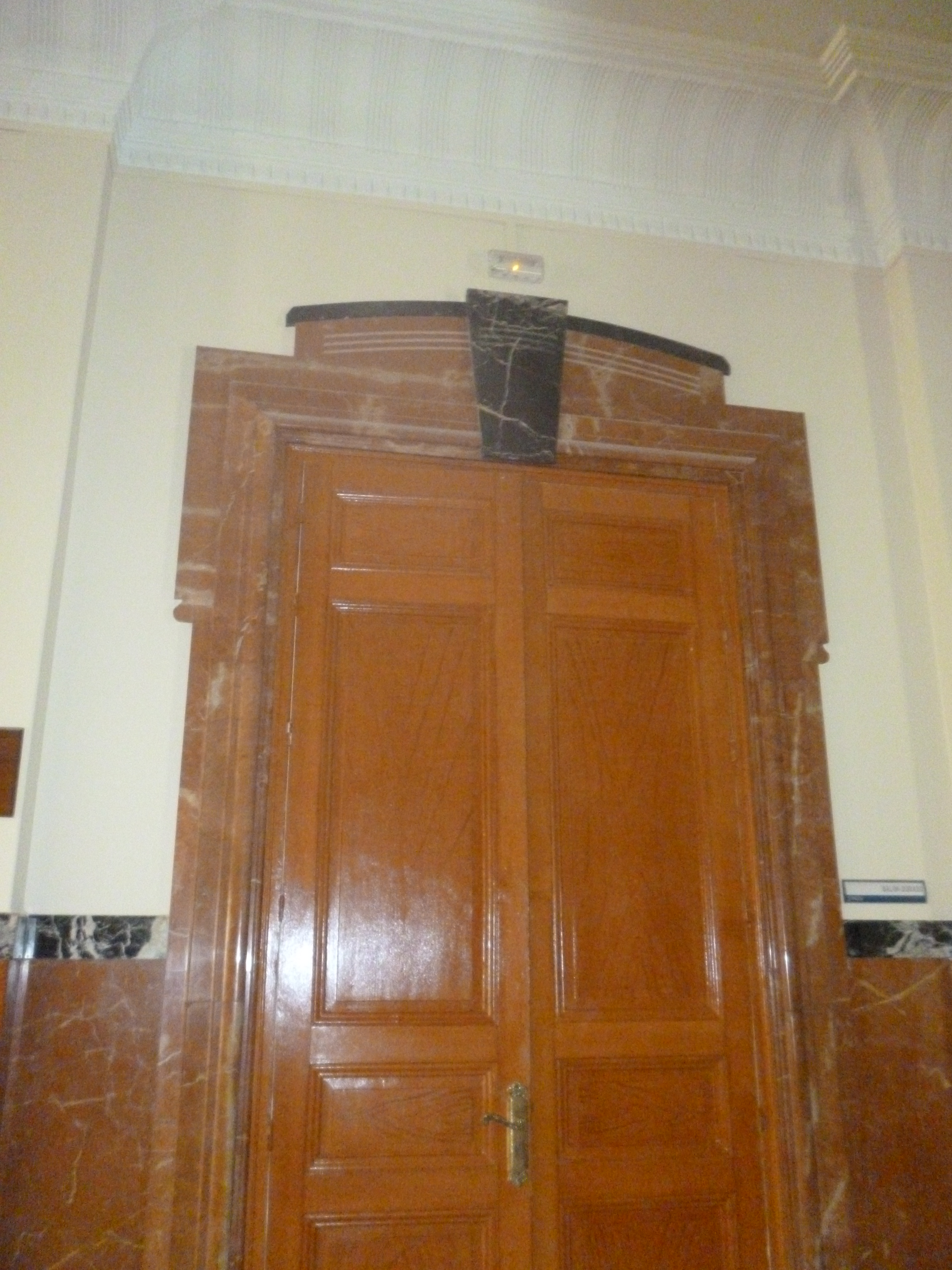
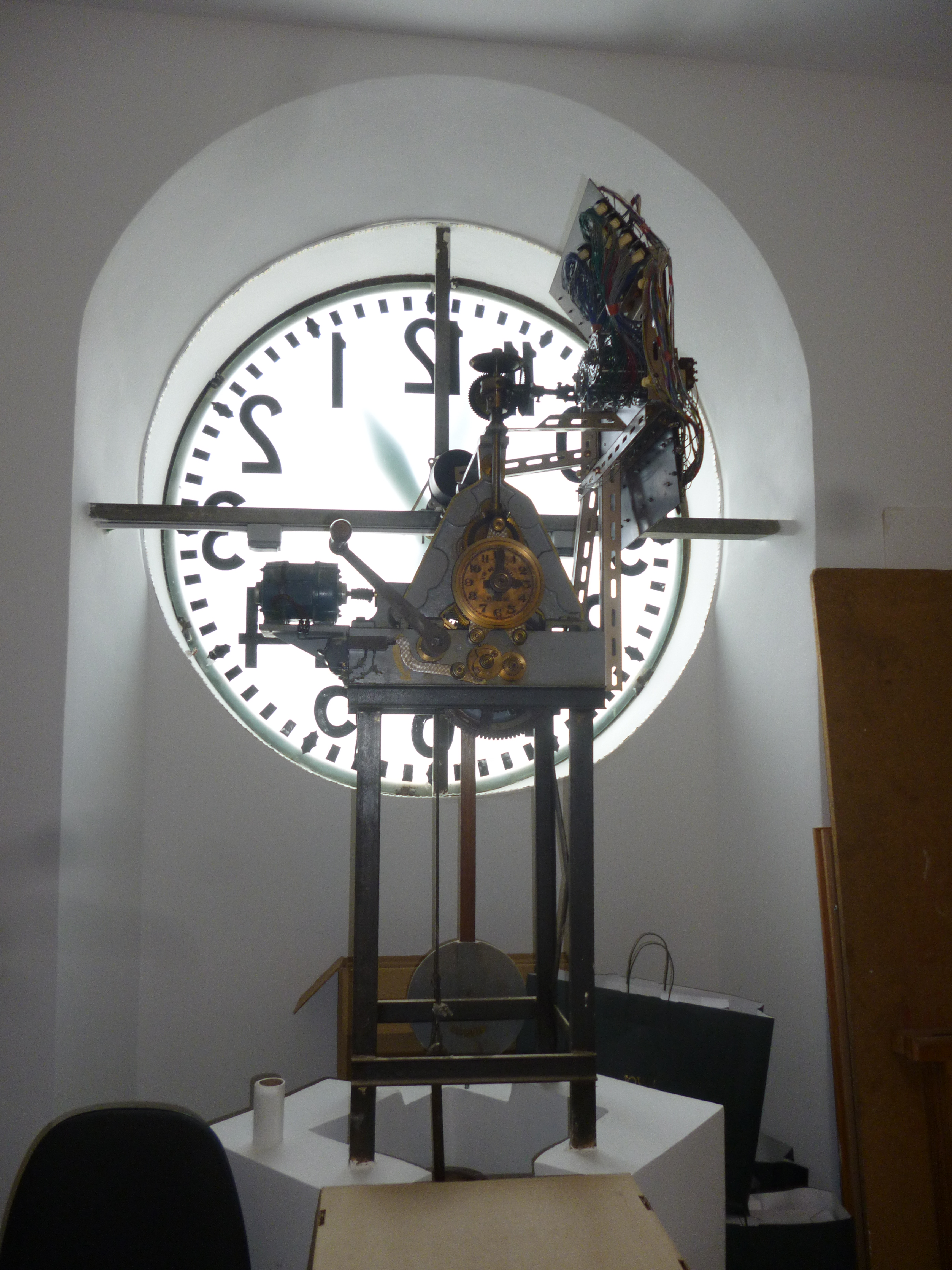
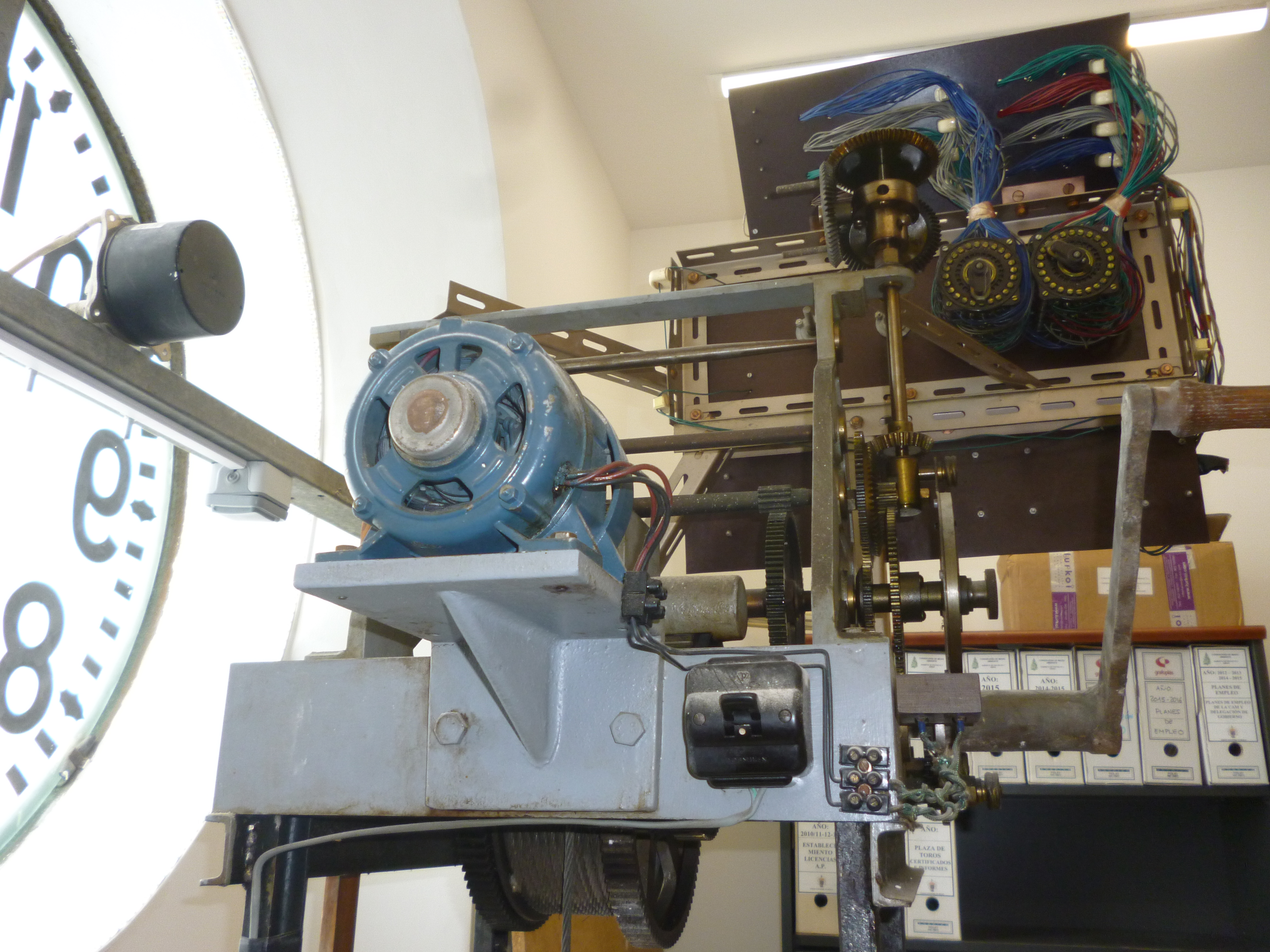
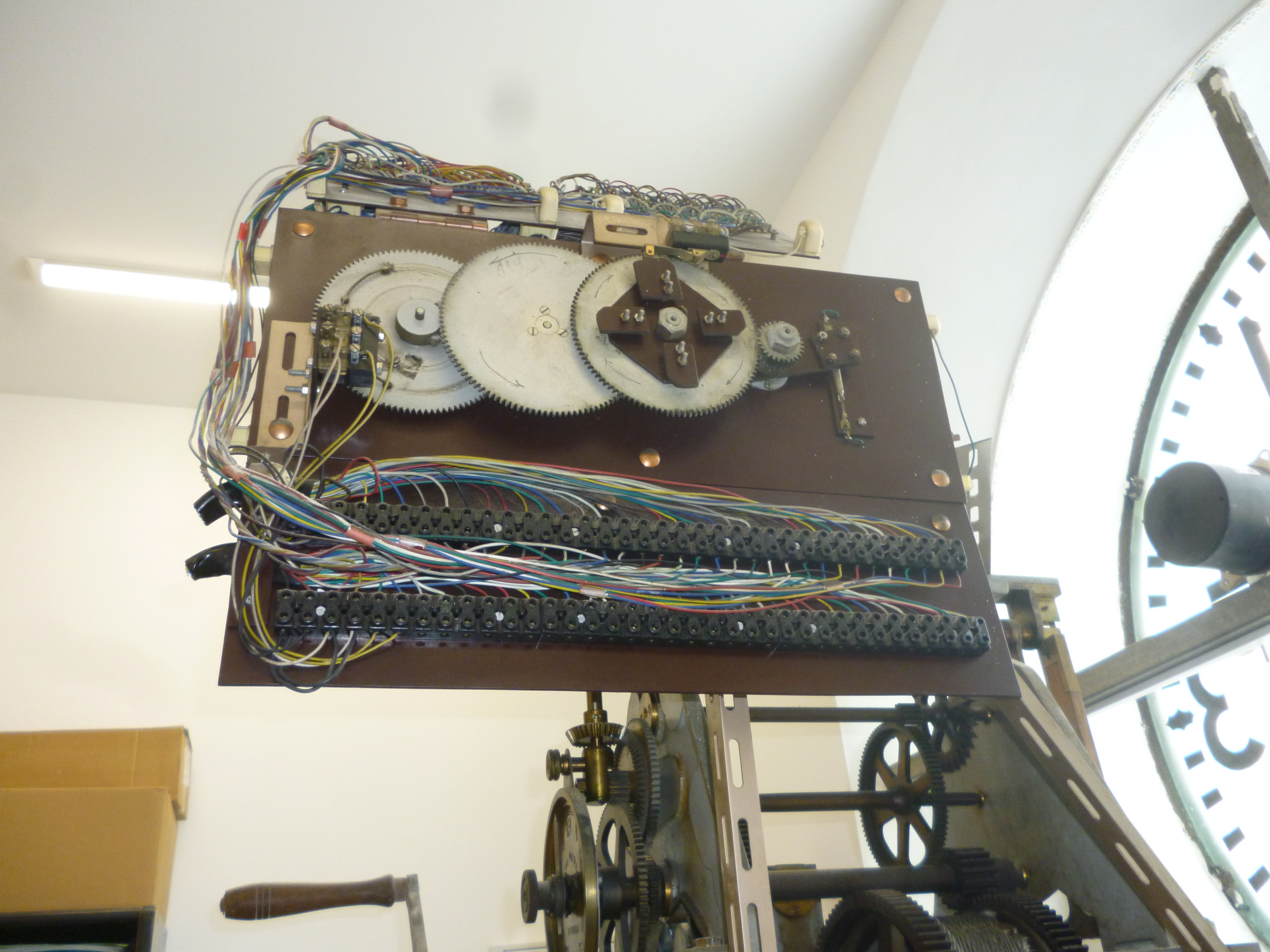

## Antiguo Palacio de Justicia

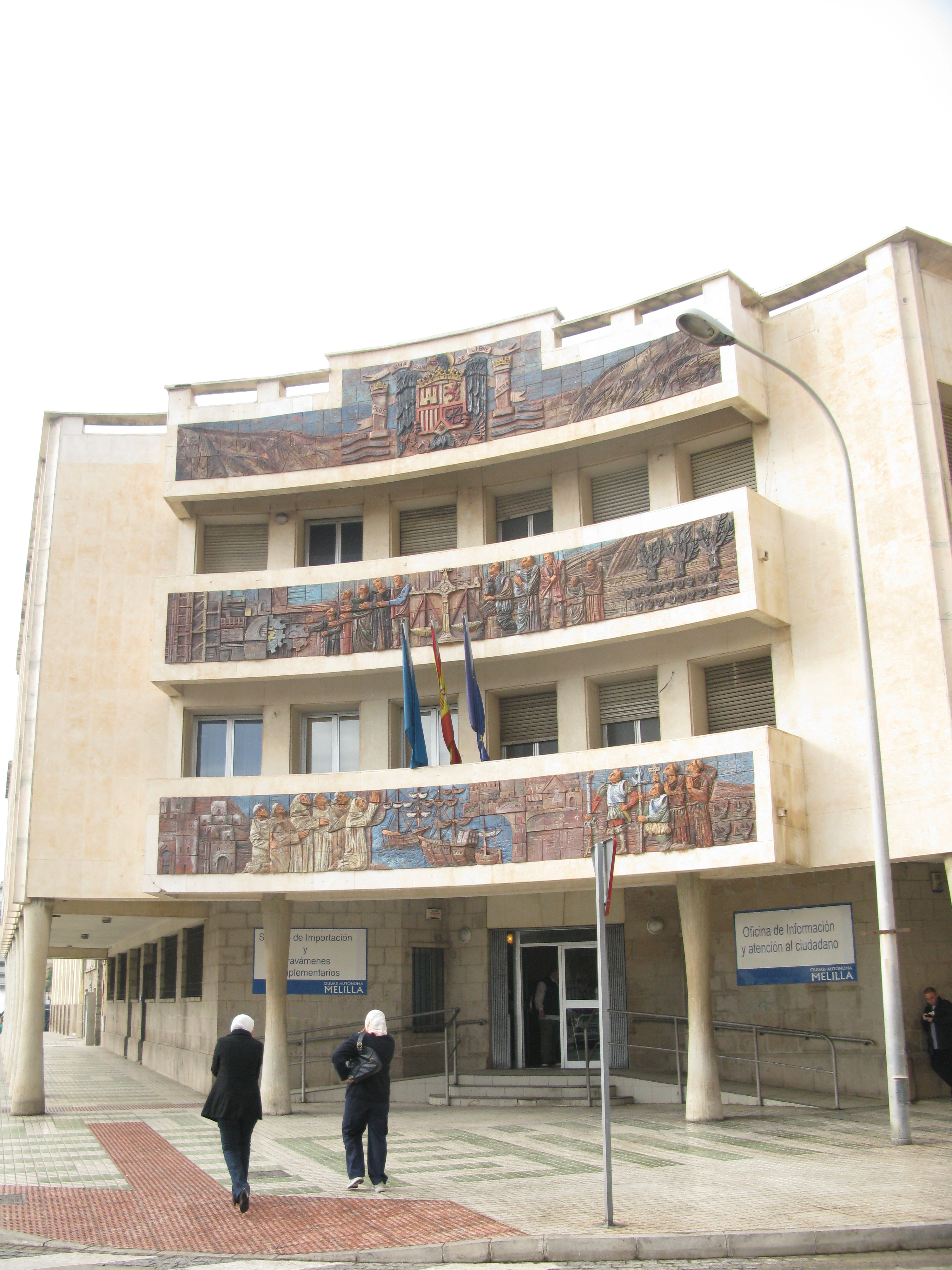
Antiguo Palacio de Justicia

Construido según proyecto del arquitecto Eduardo Caballero Monrós en la década de los años 70 sobre unos jardines existentes en la trasera del Palacio Municipal para acoger los juzgados, tras su traslado a las Torres V Centenario, estas pasaron a la ciudad autónoma, siendo ocupado sus bajos por aforos, mientras entre mayo y el 22 de noviembre de 2013 se remodeló la mitad de su primera planta para oficinas de la Consejería de Seguridad Ciudadana, así como se repararon sus cubiertas y se restauraron sus fachadas.